# Vondelingenkaart

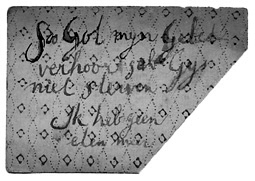
Vondelingenkaart van een moeder die van plan was haar kind nog op te komen halen (omstreeks 1800).

Een vondelingenkaart is een speelkaart die bij een vondeling gestopt werd. De speelkaart werd gebruikt om de voornaam en soms leeftijd van het kind op te schrijven en bevatte vaak een bericht van de moeder aan het kind. Een achternaam ontbrak vrijwel altijd.

## Waarom speelkaarten
In eerste instantie mag het misschien vreemd lijken hiervoor een speelkaart te gebruiken, maar dit gebruik kwam voor in de 18e en 19e eeuw, toen papier nog een waardevol goed was. Speelkaarten uit incomplete spellen werden daarom hergebruikt voor allerlei doelen. Ook was in deze tijd de achterkant vaak onbedrukt waardoor er voldoende plaats was voor een bericht.

## Afgeknipt stuk
Soms werd een stuk van de kaart afgeknipt. Een hele kaart betekende dat de moeder niet terug zou komen, een kaart met een stuk eruit geknipt hield in dat de moeder nog van plan was haar kind op te eisen zodra ze weer in staat was ervoor te zorgen. Met haar deel van de kaart kon ze makkelijker bewijzen dat het kind van haar was. Verder moest ze kunnen omschrijven welke kleren het kind aanhad toen het te vondeling werd gelegd.